# ObZen
obZen je šesti studijski album švedskog ekstremnog metal sastava Meshuggah. Diskografska kuća Nuclear Blast objavila ga je 7. ožujka 2008. godine u Europi i 11. ožujka 2008. u Sjevernoj Americi. Budući da se grupa na Catch Thirtythreeju, prethodnom uratku, poslužila bubnjarskom programskom podrškom Drumkit from Hell, obZen je prvi studijski album od Nothinga (iz 2002.) na kojem bubnjeve svira Tomas Haake. Također je prvi studijski album novog materijala na kojem bas-gitaru svira Dick Lövgren. Nakon objave albuma skupina je otišla na prvu svjetsku turneju. Za skraćenu inačicu pjesme "Bleed" snimljen je glazbeni spot.

## Pozadina
U intervjuu s časopisom Revolver Haake je izjavio da će obZen biti povratak ranijim radovima skupine i da će se odmaknuti od glazbenog stila prikazanog na prethodnom albumu, Catch Thirtythreeju. "Imamo nekoliko brzih, žestokih pjesama, ali i užurbane, žestoke stvari koje su nadahnute svim stvarima kojima smo se bavili u prošlosti."
Snimanje albuma počelo je u ožujku 2007. godine u studiju Fear and Loathing u Stockholmu. Izvorno je trebao biti objavljen u studenom 2007., prije europske turneje s The Dillinger Escape Planom, no njegovo snimanje trajalo je dulje od očekivanog i zbog toga grupa nije otišla na turneju; na svojoj je službenoj internetskoj stranici izjavila da će radije otići na turneju kad objavi album i da bi se radije usredotočila na to da ga dovrši.
U jednom je intervjuu bubnjar Tomas Haake o potrebnom vremenu za snimanje uratka komentirao: "Ovaj smo put gotovo šest mjeseci snimali i izrađivali semplove [...]. Odlučili smo ne se žuriti." Programska podrška Drumkit from Hell prisutna je na albumu, ali nije programirana kao na Catch Thirtythreeju, već je samo dodatan izvor zvuka. U drugom je intervjuu objasnio koncept albuma: "Ako već niste pohvatali konce, obZen znači da je čovječanstvo pronašlo 'zen' u opskurnim i opscenim stvarima." Dodao je da mu je omiljena skladba na albumu "Dancers to a Discordant System". Meshuggah je prvi put odsvirao tu pjesmu uživo na prvom koncertu turneje za Koloss, koji se održao u Bristolu u Engleskoj 12. travnja 2012. godine. Na svakom je naknadnom koncertu te turneje to bila posljednja pjesma koju bi skupina svirala.
Rock Band Network 18. je lipnja 2010. objavio pjesmu "Bleed" u formatu za preuzimanje za videoigre u serijalu Rock Band.

## Glazbeni stil
Prema riječima gitarista Mårtena Hagströma uradak označava povratak glazbenom stilu prijašnjih albuma:

## Naslovnica
Naslovnicu za obZen izradio je vanjski suradnik, nešto što nije bio slučaj na prethodnim Meshugginim albumima. Sastav je zamolio umjetnika Joachima Luetkea da izradi naslovnicu i sugerirao mu što treba prikazati. U intervjuu s američkim ogrankom diskografske kuće Nuclear Blast Haake i Hagström izjavili su da naslovnicu čini fotografija na kojoj muški model sjedi u "položaju lotusa", ali da donja polovica fotografije prikazuje tijelo ženskog modela. Razlog za to jest taj da muški model nije mogao sjesti u taj položaj; tako je osoba na naslovnici postala androgina. Model je prekriven krvlju, a grupa je izjavila da je u pitanju metafora – da čovječanstvo postiže duševni mir opscenim djelima. K tome, tri krvave ruke oblikuju oblik broja šest, što simbolizira čovjekovu nasljednu zlu narav.

## Objava
U prvom je tjednu objave u SAD-u album prodan u 11.400 primjeraka, a u prvih pola godine prodano je oko 50.000 primjeraka. U Švedskoj se pojavio na 16. mjestu glazbene ljestvice albuma, dok je u SAD-u na ljestvici Billboard 200 došao do 59. mjesta. U Ujedinjenom se Kraljevstvu uradak pojavio na 151. mjestu ljestvice albuma.

## Recenzije
obZen je dobio pohvale kritičara i obožavatelja. Na web-stranici Metacritic, koja uzima ocjene kritičara iz glavne struje, računa njihov prosjek i prema njemu uratku daje ocjenu od 0 do 100 bodova, ocjena uratka iznosi 83, što označava "sveopće priznanje", na temelju 6 recenzija.
Uradak je dobio pohvale zbog dosljedne kvalitete pjesama, a članovi grupe zbog daljnjeg razvijanja glazbenog stila; Nick Terry iz Decibela izjavio je: "Nakon tri godine imamo još jednu referentnu točku pomoću koje možemo pratiti Meshuggin glazbeni razvoj. A stvari se bogme dobro razvijaju".
obZen je hvaljen i zbog toga što je grupa u pjesme poput "Combustion" i "Bleed" uvrstila elemente thrash metala, glazbenog stila kojim se bavila na samom početku postojanja, iako je i dalje zadržala eksperimentalne značajke prethodnih nekoliko albuma. John Norby iz Zero Tolerance Magazinea za uradak je izjavio: "Najbolje od moderne Meshugge susreće se s najboljim od starije Meshugge."
Thom Jurek, glazbeni recenzent sa stranice AllMusic, dodijelio mu je četiri zvjezdica od njih pet i izjavio: "obZen je metal koji napada, a svira ga grupa koja je od jednostavnih stvari došla do ekscesa i koja je uspjela uvrstiti obje značajke u album koji je jednako kvalitetan kao i sve drugo što je ikad snimila, iako se svi elementi još ne slažu najbolje."
Recenzent časopisa Rock Hard, Volkmar Weber, uratku je dao devet bodova od deset i opisao ga "obnovljenim prikazom onoga što je izvedivo u glazbi". Oliver Schneider, jedan od novinara na web-stranici Powermetal.de, album je opisao "glazbom koja namjerava zavladati svijetom".
Petra Schurer iz njemačke inačice časopisa Metal Hammer dodijelila mu je 7 bodova, što je najviša ocjena. Pohvalila je složenost albuma i vještine glazbenika: "[Članovi Meshugge] imaju izvanredne glazbene vještine; dok sviraju, koriste se njima u potpunosti, a opet se malo ublaže kad postoji rizik da će pjesma postati previše mehanička. Malom broju izvođača to pođe za rukom."
Glazbeni časopisi kao što su Terrorizer, Decibel, Revolver i Metal Hammer uvrstili su uradak u popise najboljih albuma iz 2008. godine. Meshuggah je bila i nominirana za švedski Grammy u kategoriji hard rock glazbe, no tu je nagradu na koncu dobio In Flames.

## Popis pjesama
Tekstovi: Tomas Haake. 
| 1.    | »Combustion«                     | Fredrik Thordendal     | 4:11 |
| 2.    | »Electric Red«                   | Mårten Hagström, Haake | 5:53 |
| 3.    | »Bleed«                          | Thordendal             | 7:19 |
| 4.    | »Lethargica«                     | Hagström               | 5:49 |
| 5.    | »obZen«                          | Hagström               | 4:26 |
| 6.    | »This Spiteful Snake«            | Hagström, Haake        | 4:54 |
| 7.    | »Pineal Gland Optics«            | Thordendal             | 5:14 |
| 8.    | »Pravus«                         | Hagström               | 5:12 |
| 9.    | »Dancers to a Discordant System« | Thordendal             | 9:36 |
| 52:34 |                                  |                        |      |

## Zasluge
| Meshuggah - Jens Kidman – vokali - Fredrik Thordendal – gitara, miksanje - Mårten Hagström – gitara - Dick Lövgren – bas-gitara - Tomas Haake – bubnjevi, umjetnički direktor | Ostalo osoblje - Joachim Luetke – naslovnica, fotografija - Björn Engelmann – mastering |

## Ljestvice
| Ljestvica (2008.)      | Najviša Pozicija |
| ---------------------- | ---------------- |
| SAD (Billboard 200)    | 59               |
| Švedska                | 16               |
| Švicarska              | 99               |
| Ujedinjeno Kraljevstvo | 151              |